# III Corps (Vereinigte Staaten)

Schulterabzeichen des III. US-Korps

Das III Corps (U.S.) (deutsch III. US-Korps) ist ein Großverband der US Army. Der Verband hatte seit dem Zweiten Weltkrieg mehrere Spitznamen nebeneinander stehen: the Phantom Corps (dt. „Geister Korps“), America's Hammer (dt. „Amerikas Hammer“) und the Counterattack Corps (dt. „Gegenangriffskorps“).

## Geschichte
Zu Beginn des Amerikanischen Bürgerkrieges wurden die Korps des Unionsheeres oft innerhalb ihrer Armeen gezählt, sodass mehrere Feldarmeen zeitweise ein „III. Korps“ führten (z. B. „III. Korps, Potomac-Armee“ oder „III. Korps, Virginia-Armee“). Mit der Zeit wurde die Nummerierung jedoch heeresweit einheitlich, und nur noch das entsprechende Korps der Potomac-Armee blieb als „III. Korps“ übrig. Es existierte von 1862 bis 1864.

### Erster Weltkrieg
Das III Corps wurde als Teil der American Expeditionary Forces am 16. Mai 1918 an der Westfront in Nordfrankreich aufgestellt. Das Korpskommando wurde zunächst der französischen 8. Armee unterstellt, in deren Frontabschnitt die Ausbildung der unterstellten Divisionen erfolgte.
Im Juli 1918 wurde das III Corps unter General Robert Lee Bullard während der Dritten Schlacht an der Aisne der französischen 10. Armee (General Charles Mangin) für die im Raum Villers-Cotterêts vorbereitete Gegenoffensive zugeteilt.
Im Abschnitt des übergeordneten französischen XX. Korps (General Berdoulat) führte das Corps mit der 1. und 2. Division den Hauptangriff in Richtung auf Soissons. Die dabei angegriffene Front der deutschen 241. Infanterie-Division wurde im Süden aufgerollt. Am 2. August wurde Soissons durch die 1. Division (Generalmajor Charles P. Summerall) befreit und die Deutschen auf ihre alten Positionen entlang der Aisne und Vesle zurückgedrängt. Das Corps schloss an den Vesle-Abschnitt auf und übernahm dort das Kommando über die 3. und 28. Division.
Bei der Maas-Argonnen-Offensive ab 26. September 1918 bildete das III Corps den rechten Flügel der 1. US-Armee und wurde zwischen Bethincourt und Forges (nordwestlich von Verdun) gegen den Maas-Abschnitt angesetzt. Unterstellt waren dabei von links nach rechts, die 4. Division (Generalmajor John L. Hines), die 80. Division (Generalmajor Adelbert Cronkhite) und 33. Division (Generalmajor George Bell). Als Reserve fungierte die 3. Division (Generalmajor Beaumont Buck). Bis Mitte Oktober drängen die Truppen des Korps gegen die Höhen von Barricourt und den Maas-Abschnitt bei Sivry vor. Das III Corps blieb nach dem Waffenstillstand noch für mehrere Monate in Europa, bevor es in die Vereinigten Staaten zurückgekehrt in Camp Sherman, Ohio demobilisiert wurde.

### Zweiter Weltkrieg

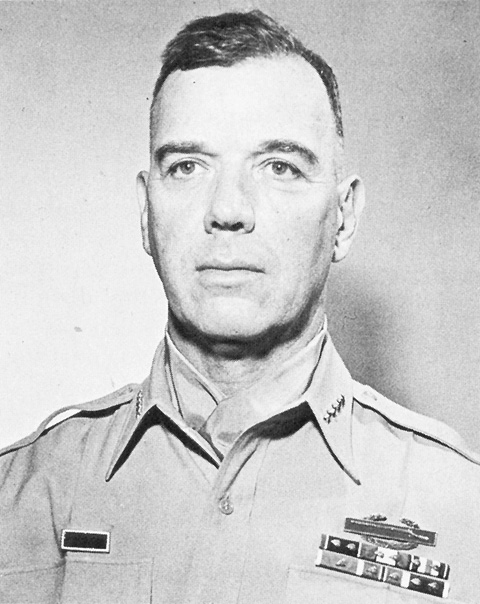
General James A. Van Fleet

Das III. Corps wurde am 18. Dezember 1927 wieder aktiviert und blieb in erster Linie als Ausbildungskommando tätig. Nach Beginn des Zweiten Weltkrieges wurde das Corps speziell mit der Ausbildung neu gebildeter Divisionen verwendet, das Hauptquartier lag in Camp Hood, Texas.
Nach dem japanischen Angriff auf Pearl Harbor (Dezember 1941) verblieb das III Corps zum Schutz der amerikanischen Westküste gegenüber einer drohenden japanischen Landung zurück. Das Hauptquartier lag dabei in Monterey. Im Frühjahr 1942 verlegte das Korpskommando zum Training neuer Truppenteile kurzfristig nach Fort McPherson in Georgia. Am 19. August 1942 kehrte das Commando nach Monterey zurück, um 33 Großverbände für den Krieg zu trainieren. Im Oktober 1943 übernahm Generalmajor John Millikin die Führung des III. Corps. Schließlich verlegte das Kommando am 23. August 1944 nach Camp Myles Standish in Massachusetts um sich auf die Einschiffung auf den europäischen Kriegsschauplatz vorzubereiten.
Am 5. September 1944 erfolgte die Landung in Cherbourg, das III. Corps wurde der 9. Armee der 12. Heeresgruppe in Nordfrankreich zugeteilt. Nach anfänglichen Versorgungsaufgaben wurde das III Corps am 10. Oktober der 3. US-Armee zugewiesen und nach Étain bei Verdun verlegt. Bei ersten Kämpfen im Raum Metz konnten Einheiten des Corps am 13. Dezember das Fort Jeanne d’Arc einnehmen. Am 16. Dezember wurde bei der deutschen Ardennenoffensive die Front des etwa 20 Kilometer nördlicher stehenden VIII Corps aufgerissen. Bei der am 22. Dezember eingeleiteten Gegenoffensive der 3. US-Armee unterstanden dem III. Corps (Millikin) die 26., 35. und 80. Infanterie-Division. Der Stoß der 4. Panzerdivision zielte auf Bastogne, wo die eingekesselte 101. Luftlande-Division entsetzt wurde.
Im Frühjahr 1945 in der Mitte der 1. US-Armee eingesetzt, konnte das Corps am 25. Februar einen östlichen Brückenkopf an der Rur errichten. In weiterer Folge stieß der nördliche Flügel des Corps in Richtung auf Bonn vor, während gleichzeitig am 7. März den südlichen Flügel die Einnahme der Ludendorff-Brücke über den Rhein bei Remagen glückte.
Am 17. März 1945 übernahm Generalmajor James Van Fleet die Führung des Corps.
Anfang April beteiligte sich das Corps am Sieg-Abschnitt am Angriff gegen die Südfront des Ruhrkessels. Ende April neu organisiert und der 3. US-Armee überwiesen erfolgte der Vormarsch durch Bayern nach Österreich. Am 2. Mai 1945 erreichte das III Corps den Inn.

### Kalter Krieg
Nach 13 Monaten in Deutschland wurde das Corps nach Fort Polk in Louisiana verlegt, wo es am 10. Oktober 1946 außer Dienst gestellt wurde. Während des Koreakriegs wurde es am 15. März 1951 reaktiviert und war zunächst bis 1954 in Camp Roberts in Kalifornien beheimatet. Seit April 1954 ist das Corps in Fort Hood in Texas ansässig. Zwischen dem 5. Mai 1959 und dem 1. September 1961 war die Einheit erneut inaktiv. Im Zeichen des eskalierenden Kalten Kriegs und der Berlin-Krise wurde es dann ein weiteres Mal reaktiviert. In den folgenden Jahrzehnten erfüllte es vor allem Ausbildungsaufgaben für Auslandseinsätze verschiedener Einheiten. Auch wurde die Struktur der Einheit reformiert. So wurden unter anderem neue Einheiten dem Korps unterstellt und die Waffenausrüstung verbessert. Ein Einsatz in Norddeutschland wäre planerisch bei einer Eskalation des Kalten Krieges möglich gewesen und das Korps über Bremerhaven herangeführt worden. Vorauskräfte und taktische Atomwaffen waren dazu in Schleswig-Holstein stationiert.

### Irakkrieg
Der Stab des III. US-Korps führte ab Februar 2004 für ein Jahr die vereinigten Heereskräfte der Koalition der Operation Iraqi Freedom. Das Korps war vom 14. Dezember 2006 bis zum 14. Februar 2008 als Multi-National Corps Iraq in Bagdad stationiert und war damit direkt der Multi-National Force Iraq unterstellt. Diese Aufgabe wurde anschließend dem XVIII. US-Luftlandekorps übertragen.

## Neueste Zeit
Für knapp ein Jahr war das Korps ab April 2013 in Kabul, Afghanistan, bei der ISAF im Einsatz. Zwischen 2015 und 2018 war das Korps mit der Leitung der Operation Inherent Resolve beauftragt. Danach übernahm die XVIII. US-Luftlandekorps diese Aufgabe.

### Organigramm
Das Hauptquartier befindet sich in der Gegenwart in Fort Hood im US-Bundesstaat Texas.

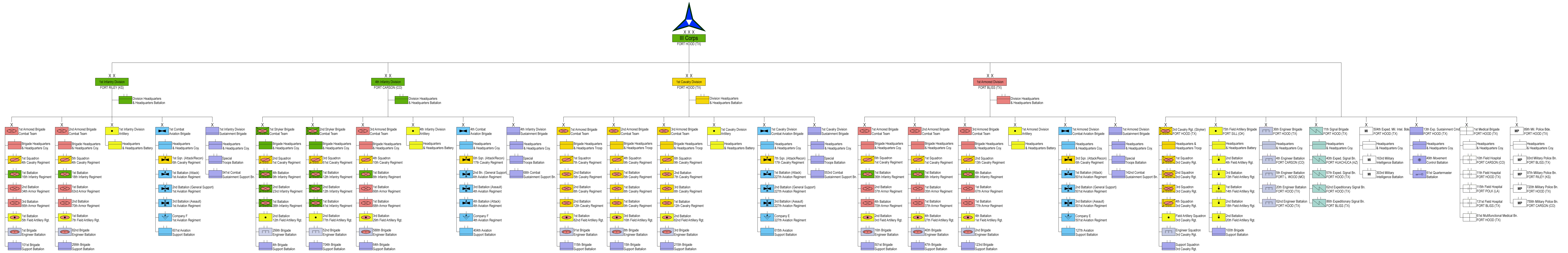
Organigramm des III. US-Korps nach Abschluss der Heeresreform

### Unterstellte Verbände und Einheiten
- 1st Armored Division (Fort Bliss, Texas)
- 1st Cavalry Division (Fort Hood, Texas)
- 1st Infantry Division (Fort Riley, Kansas)
- 4th Infantry Division (Fort Carson, Colorado)
- 3rd Armored Cavalry Regiment (Ft Hood, Texas)
  - 75th Field Artillery Brigade (Ft. Sill, Oklahoma)
- 36th Engineer Brigade (Ft. Hood, Texas)

Einheiten die ebenfalls in Fort Hood stationiert sind:
- 504th Military Intelligence Brigade
  - Headquarters and Headquarters Company
  - 163rd Military Intelligence Battalion
  - 303rd Military Intelligence Battalion
- 89th Military Police Brigade
- 13th Sustainment Command

## Kommandierende Generale (Auszüge)
- Generalleutnant Robert L. Bullard (Juli 1918 – Oktober 1918)
- Generalmajor William M. Wright (Oktober 1918)
- Generalmajor John L. Hines (Oktober 1918 – 1919)
- Generalmajor John P. Lucas (1942 – 1943)
- Generalmajor Harold Bull (1943)
- Generalmajor John Millikin (Oktober 1943 – 17. März 1945)
- Generalmajor James Van Fleet (17. März 1945 – Februar 1946)
- Generalmajor Ira T. Wyche (Februar 1946 - Mai 1946)
- Generalmajor Leland Hobbs (Mai 1946 - Oktober 1946)
- Einheit inaktiv (1946 -1951)
- Generalmajor William B. Kean (15. März 1951 – Juli 1952)
- Generalmajor Ira P. Swift (August 1952 – April 1953)
- Generalmajor William S. Biddle (Oktober 1953 -April 1954)
- Generalmajor Hobart R. Gay (April 1954 - Nov 1954)
- Generalmajor Thomas Leonard Harrold (Nov 1954 – 1956)
- Generalmajor Earle Wheeler (1959 – 1960)
- Generalmajor John A. Beall Jr. (September 1961 - April 1962)
- Generalmajor Thomas W. Dunn (April 1962 – Dezember 1963)
- Generalleutnant Harvey H. Fischer (Januar 1964 - Februar 1965)
- Generalleutnant Ralph E. Haines junior (1965 – 1967)
- Generalleutnant George R. Mather (1967 – 1968)
- Generalleutnant Beverly E. Powell (1968-1971)
- Generalleutnant George P. Seneff (1971-1973)
- Generalleutnant Allen M. Burdett Jr. (1973-1975)
- Generalleutnant Robert M. Shoemaker (1975 – 1977)
- Generalleutnant Richard E. Cavazos (1980 – 1982)
- Generalleutnant Walter F. Ulmer (1982 - 1985)
- Generalleutnant Crosbie E. Saint (1985 – 1988)
- Generalleutnant Richard G. Graves (1988- 1991)
- Generalleutnant Horace G. Taylor (1991 - 1993)
- Generalleutnant Paul E. Funk Sr. (1993 - 1995)
- Generalleutnant Thomas A. Schwartz (1995 - 1998)
- Generalleutnant Leon J. LaPorte (1998 - 2001)
- Generalleutnant Burwell B. Bell III (2001 - 2002)
- Generalleutnant Thomas F. Metz (2003 - 2006)
- Generalleutnant Raymond T. Odierno (2006 – 2008)
- Generalleutnant Rick Lynch (2008 – 2009)
- Generalleutnant Robert W. Cone (2009 – 2011)
- Generalleutnant Donald M. Campbell (2011 – 2012)
- Generalleutnant Mark A. Milley (2012 – 2014)
- Generalleutnant Sean MacFarland (2014 – 2017)
- Generalleutnant Paul E. Funk II (2017 – 2019)
- Generalleutnant Robert P. White (2019 – 2022)
- Generalleutnant Sean Bernabe (2022-2024)
- Generalleutnant Kevin D. Admiral (seit 2024)